# أوليفيرا مولدوفان
أوليفيرا مولدوفان (بالصربية: Оливера Молдован)‏ هي راكبة الكنو صربية، ولدت في 1 مارس 1989 في بورتشا في صربيا.

## وصلات خارجية
- أوليفيرا مولدوفان على موقع الاتحاد الدولي للكانو (الإنجليزية)
- أوليفيرا مولدوفان على موقع اللجنة الأولمبية الدولية (الإنجليزية)
- أوليفيرا مولدوفان على موقع أوليمبيديا (الإنجليزية)
- أوليفيرا مولدوفان على موقع اللجنة الأولمبية الصربية (الصربية)